# Tenten
Der Tenten ist ein Fluss in Frankreich, der in der Region Okzitanien verläuft. Er entspringt im Regionalen Naturpark Haut-Languedoc, beim Weiler Le Falga, im Gemeindegebiet von Les Cammazes,  entwässert in einem Bogen über Südwest nach Süd durch die Landschaft Lauragais und mündet nach rund 21 Kilometern im Gemeindegebiet von Saint-Martin-le-Vieil als rechter Nebenfluss in den Lampy. Auf seinem Weg durchquert der Tenten die Départements Tarn und Aude.

## Orte am Fluss
(Reihenfolge in Fließrichtung)
- Le Falga, Gemeinde Les Cammazes
- Rasiguet, Gemeinde Verdun-en-Lauragais
- La Roque Basse, Gemeinde Les Brunels
- Verdun-en-Lauragais
- Cayrejac, Gemeinde Villemagne
- Ferrals, Gemeinde Saint-Papoul
- Villespy
- Jalabert, Gemeinde Carlipa
- Le Bousquet, Gemeinde Saint-Martin-le-Vieil

## Sehenswürdigkeiten
- Château de Ferrals, Schloss aus dem 16. Jahrhundert am Flussufer – Monument historique[4]